# 仁田陸郎
仁田 陸郎（にった むつお、1942年2月9日 - 2015年11月2日）は、日本の元裁判官・弁護士（第一東京弁護士会所属）。2013年（平成25年）瑞宝重光章を受章。叙正三位。

## 学歴
- 1960年：京都府立綾部高等学校卒業
- 1964年：東京大学法学部卒業

## 職歴
- 1966年：大阪地方裁判所判事補任官
- 1997年：甲府地方裁判所所長
- 1999年：東京高等裁判所部総括判事
- 横浜地方裁判所所長・札幌高等裁判所長官等を経て、東京高等裁判所長官。
- 2004年12月：東京高等裁判所長官
- 2007年2月：定年退官

元東京都公安委員会委員長。
- 2015年11月2日午後9時15分：病気のため死去[3]

## 担当訴訟
東京高裁裁判長として担当した事件
- JT女性社員逆恨み殺人事件 - 2000年2月28日に控訴審判決。被告人に対し第一審・東京地裁（山室恵裁判長）の無期懲役判決を破棄して検察側の求刑通り死刑判決（2004年に死刑確定・2008年に刑執行）。
- 東名高速飲酒運転事故 - 2001年1月12日に控訴審判決。被告人に対し第一審・東京地裁（伊藤雅人裁判官）の懲役4年判決を支持して控訴を棄却。その後確定。